# UN-Klimakonferenz in Neu-Delhi 2002
Die UN-Klimakonferenz in Neu-Delhi fand vom 23. Oktober bis zum 1. November 2002 in Neu-Delhi statt. Es war die achte Weltklimakonferenz. Präsident der Konferenz war der indische Umweltminister
Thalikottai Rajuthevar Baalu.

## Ergebnisse
An der Konferenz mit dem Schwerpunkt „Nachhaltige Entwicklung und Klimaschutz“ nahmen 4.500 Delegierte aus 185 Staaten teil. Die Verhandlungen gingen sehr langsam voran. Es waren die Vereinigten Staaten, die als global größter Verursacher von Treibhausgasen den Fortschritt der Verhandlungen verzögerten. Diskussionen über noch weiterreichende Maßnahmen wurden jedoch auch durch die „G77“ Staaten, eine Interessengruppe von Entwicklungsländern, gebremst. Indien als eines der führenden Länder dieser Gruppe bestand darauf, dass die Welt nicht von den Ärmsten verlangen könne, Geld für Klimaschutz aufzubringen und dadurch deren wirtschaftliche Entwicklung zu behindern.
Dennoch konnten während der Konferenz wichtige Ergebnisse erzielt werden. Dazu zählte eine Konkretisierung des Klimaschutzfonds, um arme Länder finanziell beim Schutz gegen Folgen des Klimawandels zu unterstützen. Zudem erklärte sich Kanada auf dem Treffen bereit, das Kyoto-Protokoll zu ratifizieren. Russland stellte auf der Konferenz eine Ratifizierung der Beschlüsse für Anfang 2003 in Aussicht. Ein Inkrafttreten des Kyoto-Protokolls war an die Voraussetzung gebunden, dass die daran beteiligten Industriestaaten mindestens 55 Prozent des globalen Kohlendioxidausstoßes repräsentieren. Mit Kanadas Zusage kamen die Vereinten Nationen daher ihrem Ziel einer Ratifizierung des Kyoto-Protokolls näher.
Die Umweltschutzorganisation Greenpeace kritisierte die Ergebnisse der Konferenz dennoch als „windelweich und ohne Visionen“. Die EU habe insbesondere hinsichtlich möglicher zukünftiger Regelungen zur weiteren Reduktion von Emissionen „auf Granit gebissen“. Die Abschlusserklärung, als „Deklaration von Delhi“ bezeichnet, forderte alle Länder dazu auf, das Kyoto-Protokoll möglichst bald zu ratifizieren.